# Trichaphodioides multus
Trichaphodioides multus är en skalbaggsart som beskrevs av Bordat 1994. Trichaphodioides multus ingår i släktet Trichaphodioides och familjen Aphodiidae. Inga underarter finns listade i Catalogue of Life.